# صموئيل براون (سياسي)
صموئيل براون هو سياسي كندي، ولد في 11 نوفمبر 1872 في المملكة المتحدة، وتوفي في 6 مايو 1962 في كندا. حزبياً، نشط في إتحاد مزارعي ألبرتا ‏. وقد انتخب عضو الجمعية التشريعية ألبرتا.